# Кароліна Матильда Шлезвіг-Гольштейн-Зондербург-Глюксбурзька
Кароліна Матильда Шлезвіг-Гольштейн-Зондербург-Глюксбурзька (нім. Karoline-Mathilde von Schleswig-Holstein-Sonderburg-Glücksburg), (нар. 11 травня 1894 — пом. 28 січня 1972) — принцеса  Шлезвіг-Гольштейн-Зондербург-Глюксбурзька з династії Глюксбургів, донька герцога Фрідріха Фердинанда Шлезвіг-Гольштейн-Зондербург-Глюксбурзького та принцеси Аугустенбурзької Кароліни Матильди, дружина графа Ганса Сольмс-Барутського.

## Біографія
Кароліна-Матильда народилась 11 травня 1894 року в маєтку Ґрюнхольц у Шлезвігу, на території Пруссії. Вона була шостою дитиною та п'ятою донькою в родині герцога Шлезвіг-Гольштейн-Зондербург-Глюксбурзького Фрідріха Фердинанда та його дружини Кароліни Матильди Ауґустенбурзької.
Оскільки, ця гілка династії Глюксбургів була однією з найбідніших королівських родин в Європі, батько наполягав, щоб кожна з доньок здобула собі професію на випадок скрути. Планувалося, що Кароліна Матильда стане вихователькою в дитячому садочку, оскільки цей фах був дуже затребуваним. Освіту молодша принцеса здобувала, беручи уроки в гувернантки. Передбачалося, що після конфірмації, дівчина навчатиметься у Віденському інституті.
Принцеса Аліса Олбані описувала Кароліну Матильду як гарну дівчину, таку ж як усі, тільки вищу та дуже струнку.
 

Після одночасного гостювання в Готі Кароліни Матильди та британського принца Альберта, перед Першою світовою, ходили чутки про їхній можливий роман. Однак, союзу між ними укладено не було.

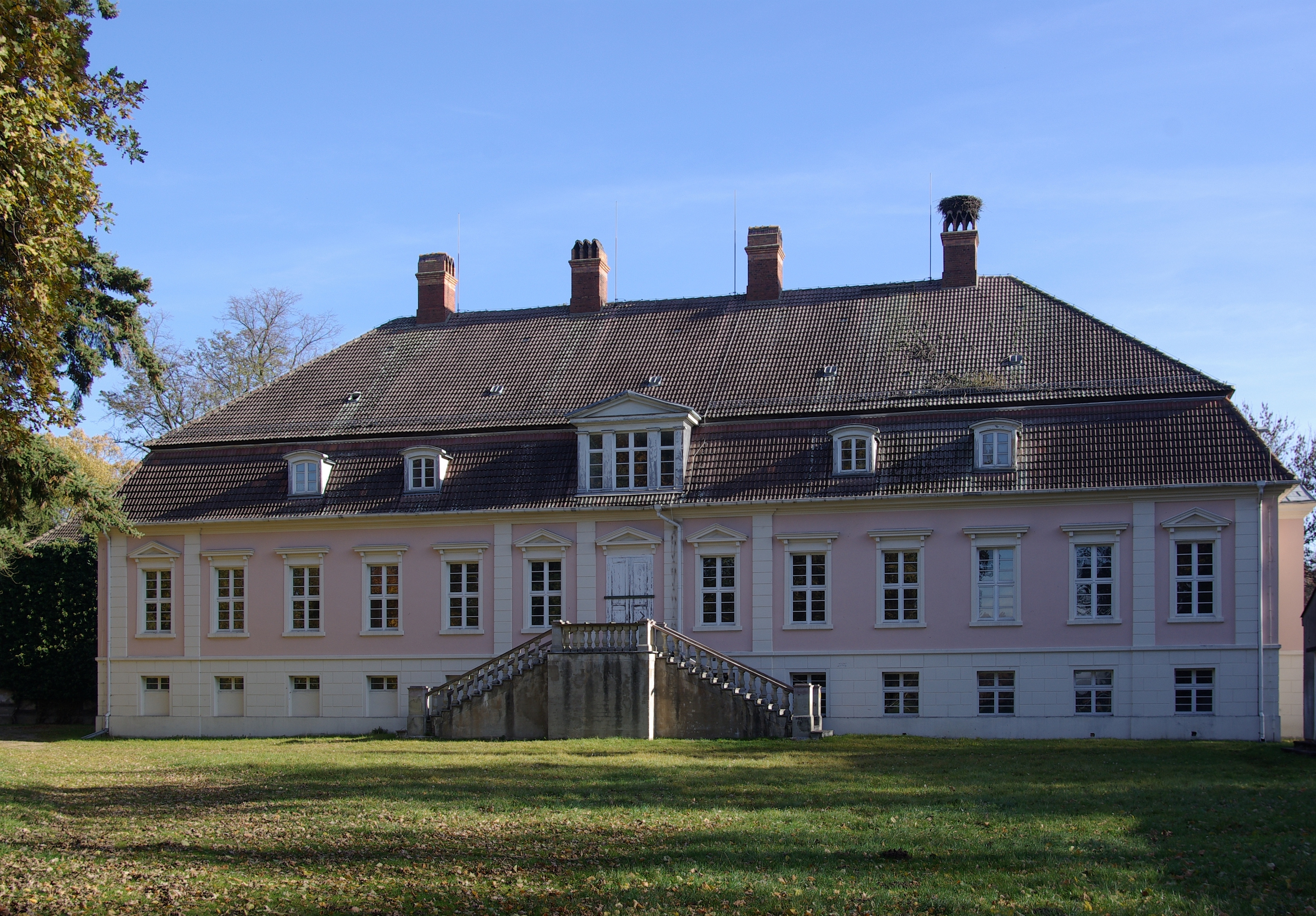
Замок Кассель

Принцеса у віці 26 років пошлюбилася із 27-річним графом Сольмс-Барутським Гансом Георгом, із дуже заможної родини. Наречений був молодшим братом чоловіка її старшої сестри Адельгейди. Весілля відбулося у Глюксбурзькому замку 27 травня 1920. У подружжя народилося троє дітей. Жила родина у замку Кассель, збудованому в кінці XVIII сторіччя у стилі пізнього бароко з елементами класицизму, який знаходився на околиці села Касель-Ґольціг у Нижній Лужиці на сході Німеччини. До складу маєтку входили сам замок із парком та подвір'ям, службові приміщення та стайні.
Донька Вікторія-Луїза згадувала про сільське життя у своїх мемуарах:
Ми завжди сиділи на терасі після їжі, іноді, пили чай влітку, особливо, надвечір. Можна було почути як козулі викликають одна одну в полях, хрипкі гукання фазанів та останні клопоти фермерів, закриваючих тварин у загони, перед відпочинком після тривалого дня роботи в полі. Ми також часто бачили маленьку родину їжачків, що складалася з матері та трьох або чотирьох їжаченят, коли вони перетинали стежку перед терасою.
Також у віданні сім'ї було шале поблизу Зальцбургу.
Ганс пішов з життя у Зальцбургу 9 жовтня 1971. Кароліна Матильда пережила його на три місяці. Її не стало у січні 1972 року.

## Родина
Чоловік — Ганс, граф Сольмс-Барутський
Діти:
- Вікторія-Луїза (1921—2003) — дружина принца Саксен-Кобург-Готи Фрідріха Йозіаса, згодом — американського військовика Річарда Віттена, мала двох дітей від обох шлюбів;
- Фрідріх (1923—2006) — був одружений з принцесою Одою Штольберг-Вернігеродською, мав сина та двох доньок;
- Губерт (1934—1991) — був двічі одружений, мав чотирьох дітей від обох шлюбів.